# 앨릭스 코드
앨릭스 코드(Alex Cord, 1933년 5월 3일 ~ )는 미국의 배우이다.

## 출연 작품
- 마피아 형제들
- 사랑의 유람선
- 꿈꾸는 낙원
- 고리아스 어웨이트 - 닥터 샘 말로우 역
- 에어울프
- 에어울프 시리즈 - 마이클 콜드스미스 브릭스 3세 역